# 法雲寺 (福井市)
法雲寺（ほううんじ）は、福井県福井市にある真宗大谷派の寺院。山号は高田山。本尊は阿弥陀如来。

## 歴史
この寺は、かつて越前国の真宗高田派本山として一派をなした熊坂専修寺である。常盤井宮から伊勢国一身田の本山専修寺へ入寺した真智が寺内の対立で堯慧と争い、越前国坂井郡熊坂に新たに専修寺を立てたのに始まる。その後真智・真空父子が相次いで亡くなった天正14年（1586年）に一度廃絶したが下野国高田専修寺からきた真能が丹生郡畠中へ移して畠中専修寺として再興し、一身田専修寺との争いを続けた。が、真能の弟子真教の代に行った江戸幕府への訴訟で寛永11年（1634年）敗訴し、これが元でまたも廃絶した。
しかし、真教の子専誉が宮方法性寺としてみたび復興させて高田派から独立を図ると一身田専修寺はこれを幕府に訴え出た。その結果、寛文3年（1663年）3月に宮方法性寺は破却され、真教・専誉父子は近江国大溝藩に配流された。その後、真教の後室誓広院が宝物や古文書をもって向山道場に入り、真宗佛光寺派に転宗したが寛文6年（1666年）佛光寺派が西雲寺を越前に建立すると寛文11年（1670年）に世野瀬村に古跡同道場を建立して真宗大谷派に転宗し、法雲寺の寺号を得た。そして貞享3年（1686年）に大味浦に寺基を移した。

## 文化財
- 福井県指定文化財
  - 絹本著色親鸞聖人像[1][2]
- 旧蔵の文化財
  - 尊号真像銘文 親鸞筆（国の重要文化財）[3]

2019年現在、所在不明。

## 所在地
- 福井県福井市大味町39-9